# Lombiahallen
Lombiahallen, oftast endast kallad "Lombia", är en av två ishallar i Kiruna, den andra är Sveriges första ishall Matojärvi ishall. Lombia är hemmaplan för division 1-lagen Kiruna AIF, Kiruna IF och division 2-laget Kiruna City HF. Lombiahallen används i första hand för seniorer och juniorer, medan Matojärvi är för ungdomslagen.
Arenan har cirka 1025 sittplatser, 750 ståplatser och 12 stycken handikappanpassade platser.
Lombia används även för konståkning och rinkbandy.

## Renoveringar
Inför säsongen 2012/2013 renoverades Lombia, där Kiruna kommun gick in med cirka 1,3 miljoner kronor. De gamla plaststolarna på sittplatsläktarna byttes ut till nya moderna vadderade stolar. Arenan målades även om invändigt till en mer modern fräschare grå färg på väggarna än den tidigare orange/brandgula färgen.
Även senare år har det investerats i ishallen för att modernisera arenan, då främst via Kiruna IF och LKAB. Det har installerats mediaskärmar (Luleå Hockeys gamla mediakub) och belysning och skett uppfräschning av kiosker och möteslokaler.